# Huub Scholten
Hubertus (Huub) Scholten (Rotterdam, 9 december 1942) is een Nederlands acteur en presentator.

## Biografie

### Jeugd en opleiding
Scholten werd geboren in Rotterdam. Na de middelbare school ging hij naar de theaterschool waar hij zangles kreeg van Dini Erkens.

### Carrière
Scholten is sinds begin jaren 70 werkzaam als acteur. Hij speelde aanvankelijk in toneelstukken en musicals. Zo speelde hij in Wiedus en het hoorspel De nijdassen en zong hij in de Old Time Show. Begin jaren negentig werd hij presentator van het kinderprogramma Huisje, Boompje, Beestje van NOT. Daarnaast speelde hij in de soapserie Goede tijden, slechte tijden met als rol Huib Holman en later als Bert de Jong. Ook speelde hij enkele gastrollen in de tv-series Onderweg naar Morgen en Oppassen!!!.

## Filmografie
- Te gek om los te lopen - als Carl (1981)
- In de schaduw van de overwinning  (1986)
- Privé voor twee  - als Richard (1988)
- Zeg 'ns Aaa - als patiënt Smit (1988)
- Medisch Centrum West -  als Jack Tersteeg en Stefan Bijlsma (1988-1991)
- Graaf Duckula - Overige stemmen (1988-1993) (stem)
- Trouble in Paradise - als Police inspector (1989)
- De brug - als Bartelboom (1990)
- Hoogvlieger - als Dad (1990)
- Goede tijden, slechte tijden  - als Huib Holman en Bert de Jong (1990-1996)
- Oppassen!!! - als Agent Bottepier (1991)
- Vreemde praktijken - als Frans van Trigt (1991)
- Intensive Care - als Police Inspector (1991)
- 12 steden, 13 ongelukken - als Karel (1991)
- Huisje, Boompje, Beestje - als presentator (1992-1996)
- Vrouwenvleugel  - als Hein de Bruin (1995)
- Kees & Co - als Dierenarts (1997)
- Blauw blauw - als Alcoholic (1999)
- Ben zo terug - als Hendriks (2000)